# Crngrob
Crngrob – wieś w Słowenii, w gminie Škofja Loka. W 2018 roku liczyła 45 mieszkańców.